# José Santa Cruz
José Santa Cruz Costa (Picuí, 14 de março de 1929 – Rio de Janeiro, 26 de abril de 2024) foi um ator, comediante, radialista, locutor e um dos principais nomes da dublagem brasileira, 
com uma carreira durativa de sete décadas.
Natural da Paraíba, onde iniciou a carreira no final dos anos 1940, trabalhou em uma série de programas de rádio em diversas emissoras diferentes, tais como Rádio Tabajara, Rádio Clube e Super Rádio Tupi. Paralelamente, chegou a televisão onde consolidou uma parceria humorística ao lado de diversos atores e colegas da época de rádio e teatro, como Lúcio Mauro, Arlete Salles e Orlando Drummond, com quem participou de diversos humorísticos, em emissoras como TV Rádio Clube de Pernambuco, TV Tupi, TV Excelsior e Rede Globo.
Ao lado do amigo Lúcio Mauro, formou a dupla cômica Zé das Mulheres e Jojoca, uma dobradinha inesquecível que saiu da rádio e migrou para a televisão, participando de programas como A, E, I, O... Urca, Balança mas Não Cai e A Festa é Nossa, além do filme 007 1/2 no Carnaval (1967). Santa Cruz voltou a reviver Jojoca em humorísticos como A Praça é Nossa e Zorra Total.
No ramo da dublagem, consolidou-se como um dos principais e mais longínquos dubladores no Brasil, tendo iniciado em 1973, nos estúdios Herbert Richers. A partir daí, trabalhou nos principais estúdios de dublagem carioca, como VTI Rio, Delart, Cinevídeo e Wan Macher. Entre seus principais trabalhos, estão a voz do ator Danny DeVito, J. Jonah Jameson nos filmes do Homem-Aranha, além do vilão Megatron na franquia Transformers, o vilão Magneto na franquia X-Men, o médico Dr. Hibbert na série de animação Os Simpsons, o chef Auguste Gusteau na animação Ratatouille e o Senhor Omar (Ernest Lee Thomas) na série Todo Mundo Odeia o Chris. Na década de 1990, popularizou-se ao dublar o patriarca Dino da Silva Sauro na série infantojuvenil Família Dinossauros, programa que tornou-se febre no Brasil naquela época e chegou a render um disco brasileiro, Babymania (1992), com a presença dos próprios dubladores.

## Biografia
Começou a sua carreira na Rádio Tabajara, na Paraíba. Em 1948, foi trabalhar na Rádio Clube de Pernambuco como o garoto Bombinha, em Pensão Paraíso. Fez também o Anjinho Cara Suja, contracenando com Aguinaldo Batista, o Azarildo, e O Tenente em Atrações do Meio-dia. Em 1960, chegou a apresentar seu próprio programa de rádio, Santa Cruz, Bom Humor & Cia, exibido aos domingos. Na extinta TV Rádio Clube de Pernambuco, continuou sua atuação como comediante, no programa A, E, I, O... Urca exibido em 1963 nas tardes de domingo pela TV Tupi Rio no papel de José Carlos, o "Jojoca", que formava uma dupla contracenando com Lúcio Mauro, o Zé das Mulheres. Jojoca era um um sujeito atrapalhando que tentava repetir para as mulheres tudo o que o sedutor Zé das Mulheres falava.
Migrando para o sudeste, trabalhou em humorísticos como Balança mas não cai, Planeta dos Homens, A Praça é Nossa e Zorra Total. Na Praça, voltou a viver Jojoca, desta vez em dupla com Pepê, interpretado por Péricles Flaviano, no qual popularizou o bordão "Funhanhando". Também interpretava Cornélio, um marido manso e apaixonado por sua esposa infiel Adelaide. Já no Zorra interpretou diversos personagens, como o garçom Manoelito, o policial Noronha e Barbosa, um sujeito que sempre terminava o quadro em saia justa por conta das falas de duplo sentido de seu amigo, interpretado por Renato Rabello. Em 1979, chegou a gravar cenas para a novela Maria Nazaré, que nunca chegou a ser exibida devido a extinção da TV Tupi. Já em 1982,  teve um papel recorrente na série O Bem-amado como o locutor sucupirense Cacildo Amarildo.
Na dublagem, começou em 1973 na Herbert Richers. É conhecido por dar a voz a ator Danny DeVito e personagens como Magneto em X-Men, tanto nos filmes como no desenho X-Men Evolution, Rúbeo Hagrid na saga Harry Potter, J. Jonah Jameson nos filmes do Homem-Aranha de Sam Raimi, repetindo o papel no desenho homônimo, e Dino da Silva Sauro em Família Dinossauro.
Seu último papel fixo na televisão foi um padre surdo na novela Espelho da Vida, que durou até abril de 2019. Fez ainda uma participação especial num esquete do Zorra em 2020 como Seu Aristarco, o "homem mais velho do mundo".
Em 2020, por causa da pandemia de COVID-19, José Santa Cruz se afastou da atuação e da dublagem. Em 2021, sofreu um acidente em casa e machucou a coluna, o que o impediu de retornar depois da pandemia.

## Vida pessoal

### Família
Entre 1956 até o fim de sua vida, Santa Cruz foi casado com Ivane Maria Mendes Bastos, com quem teve três filhos, Elaine Maria, Eliane Maria e Eduardo Luiz, todos falecidos antes do pai. Ao todo teve cinco netos e quatro bisnetos.

### Aposentadoria e morte
Em 2020, durante a pandemia de COVID-19, Santa Cruz afastou-se de seus trabalhos artísticos. Posteriormente, ele sofreu uma queda em sua casa e machucou a coluna, o que fragilizou sua saúde e o impediu de continuar atuando e dublando após o fim da pandemia.
Ele sofria doença de Parkinson e, em abril de 2024, foi internado no Rio de Janeiro por causa de uma broncopneumonia. No dia 26 do mesmo mês, morreu aos 95 anos. A notícia foi confirmada por seu bisneto, o também dublador Ivan Franco, por meio das redes sociais. Vários colegas de profissão lamentaram a morte e prestaram homenagens. No dia seguinte, o corpo de José Santa Cruz foi cremado em uma cerimônia fechada, realizada no Cemitério da Penitência, no centro do Rio de Janeiro.

## Dublagens

### Filmes emlive action
| Personagem                   | Ator                | Título (Brasil)                                  | Título (original)                                | Ano                  |
| ---------------------------- | ------------------- | ------------------------------------------------ | ------------------------------------------------ | -------------------- |
| Homem de Lata (Tin Man)      | Jack Haley          | O Mágico de Oz                                   | The Wizard of Oz                                 | 1939                 |
| M                            | Bernard Lee         | série James Bond                                 | série James Bond                                 | 1953–?               |
| Capitão McCluskey            | Sterling Hayden     | O Poderoso Chefão (2°dublagem)                   | The Godfather                                    | 1972                 |
| Obi-Wan Kenobi               | Alec Guinness       | Star Wars Episódio V: O Império Contra-Ataca     | Star Wars Episode V: The Empire Strikes Back     | 1980                 |
| Obi-Wan Kenobi               | Alec Guinness       | Star Wars Episódio VI: O Retorno de Jedi         | Star Wars Episode VI: Return of the Jedi         | 1983                 |
| Major Eaton                  | William Hootkins    | Indiana Jones e os Caçadores da Arca Perdida     | Indiana Jones and the Raiders of the Lost Ark    | 1981                 |
| Diretor Voytek Dolinski      | Charles Macaulay    | Te Pego Lá Fora                                  | Three O'Clock High                               | 1987                 |
| Smart Ass                    | animado             | Uma Cilada para Roger Rabbit                     | Who Framed Roger Rabbit                          | 1988                 |
| Pee-wee Herman               | Paul Reubens        | Pee-wee: Meu Filme Circense                      | Big Top Pee-wee                                  | 1988                 |
| Prefeito Hubert              | Hugh Gillin         | De Volta Para o Futuro III (DVD TV Paga)         | Back to the Future Part III                      | 1990                 |
| Mr. Mole                     | Steve Coogan        | O Vento nos Salgueiros                           | The Wind in the Willows                          | 1996                 |
| Theodore Joadson             | Morgan Freeman      | Amistad                                          | Amistad                                          | 1997                 |
| Sully                        | Jeffrey Tambor      | Quem Vai Ficar com Mary?                         | There's Something About Mary                     | 1998                 |
| Dr. Fish                     | Jeffrey Tambor      | Dr. Dolittle                                     | Dr. Dolittle                                     | 1998                 |
| Prefeito Augustus Maywho     | Jeffrey Tambor      | O Grinch                                         | The Grinch                                       | 2000                 |
| Dr. Whitby                   |                     | Super-Herói: O Filme                             | Superhero Movie                                  | 2008                 |
| Chanceler Valorum            | Terrence Stamp      | Star Wars Episódio I: A Ameaça Fantasma          | Star Wars Episode I: The Phantom Menace          | 1999                 |
| Jar Jar Binks                | Ahmed Best          | Star Wars Episódio I: A Ameaça Fantasma          | Star Wars Episode I: The Phantom Menace          | 1999                 |
| Jar Jar Binks                | Ahmed Best          | Star Wars Episódio II: Ataque dos Clones         | Star Wars Episode II: Attack of the Clones       | 2002                 |
| Erik Lehnsherr / Magneto     | Ian McKellen        | série X-Men                                      | série X-Men                                      | 2000–2006; 2013–2014 |
| Rúbeo Hagrid                 | Robbie Coltrane     | série Harry Potter                               | série Harry Potter                               | 2001–2011            |
| Asterix                      | Christian Clavier   | Asterix e Obelix: Missão Cleópatra               | Astérix & Obélix: Mission Cléopâtre              | 2002                 |
| Kosta "Gus" Portokalos       | Michael Constantine | Casamento Grego                                  | My Big Fat Greek Wedding                         | 2002                 |
| J. Jonah Jameson             | J. K. Simmons       | série Homem-Aranha e Homem-Aranha: Longe de Casa | série Homem-Aranha e Homem-Aranha: Longe de Casa | 2002–2007 2019       |
| Kim Jong-il                  | Trey Parker         | Team America: Detonando o Mundo                  | Team America: World Police                       | 2004                 |
| Jeremy Wickles               | Peter Boyle         | Scooby-Doo 2: Monstros à Solta                   | Scooby-Doo 2: Monsters Unleashed                 | 2004                 |
| Nestor                       | John Shrapnel       | Troia                                            | Troy                                             | 2004                 |
| Megatron                     | animado             | série Transformers                               | série Transformers                               | 2007–?               |
| Velho Smithers               | Nicholas Hope       | Scooby-Doo (filme)                               | Scooby Doo The Movie                             | 2002                 |
| Ralph                        | Danny DeVito        | A Jóia do Nilo                                   | The Jewel of the Nile                            | 1985                 |
| Owen                         | Danny DeVito        | Jogue a Mamãe do Trem                            | Throw Momma from the Train                       | 1987                 |
| Vincent Benedict             | Danny DeVito        | Irmãos Gêmeos                                    | Twins                                            | 1988                 |
| Oswald Cobblepot / O Pinguim | Danny DeVito        | Batman: O Retorno                                | Batman Returns                                   | 1992                 |
| Bobby Ciaro                  | Danny DeVito        | Hoffa - Um Homem, Uma Lenda                      | Hoffa                                            | 1992                 |
| Bill Rago                    | Danny DeVito        | Um Novo Homem                                    | Renaissance Man                                  | 1994                 |
| Martin Weir                  | Danny DeVito        | O Nome do Jogo                                   | Get Shorty                                       | 1995                 |
| Apostador rude               | Danny DeVito        | Marte Ataca!                                     | Mars Attacks!                                    | 1996                 |
| Dr. Horniker                 | Danny DeVito        | As Virgens Suicídas                              | The Virgin Suicides                              | 1999                 |
| George Shapiro               | Danny DeVito        | O Mundo de Andy                                  | Man on the Moon                                  | 1999                 |
| Burke Bennett                | Danny DeVito        | Morra, Smoochy, Morra!                           | Death to Smoochy                                 | 2002                 |
| Amos Calloway                | Danny DeVito        | Peixe Grande e Suas Histórias Maravilhosas       | Big Fish                                         | 2003                 |
| Martin Weir                  | Danny DeVito        | Be Cool - O Outro Nome do Jogo                   | Be Cool                                          | 2005                 |
| Procurador da justiça        | Danny DeVito        | Reno 911!: Miami                                 | Reno 911!: Miami                                 | 2007                 |
| Al Russo                     | Danny DeVito        | Quando em Roma                                   | When in Rome                                     | 2010                 |
| Eddie Gilpin                 | Danny DeVito        | Jumanji: Próxima Fase                            | Jumanji: The Next Level                          | 2019                 |

### Séries live action
| Personagem                      | Ator               | Título (Brasil)                                                                       | Título (original)                                                                     | Transmissão |
| ------------------------------- | ------------------ | ------------------------------------------------------------------------------------- | ------------------------------------------------------------------------------------- | ----------- |
| Sr. Bickley                     | Tom Poston         | Mork & Mindy                                                                          | Mork & Mindy                                                                          | 1978–1982   |
| Clayton Farlow                  | Howard Keel        | Dallas                                                                                | Dallas                                                                                | 1978–1991   |
| Xerife Lobo (Sheriff Lobo)      | Claude Akins       | Xerife Lobo                                                                           | The Misadventures of Sheriff Lobo                                                     | 1979–1981   |
| Devon Miles                     | Edward Mulhare     | A Super Máquina                                                                       | Knight Rider                                                                          | 1982–1986   |
| Um dos capangas de Curt Neilson |                    | episódio Pesadelo (Nightmares), o 11º da 1ª temporada de Profissão Perigo (1985–1992) | episódio Pesadelo (Nightmares), o 11º da 1ª temporada de Profissão Perigo (1985–1992) | 1986        |
| Joe Banks                       | Gilbert Lewis      | Um Maluco no Pedaço                                                                   | The Fresh Prince of Bel-Air                                                           | 1990–1996   |
| Dino da Silva Sauro             | fantoche           | Família Dinossauro                                                                    | Dinosaurs                                                                             | 1991–1994   |
| Rei Mondo (King Mondo)          | fantoche           | Power Rangers: Zeo                                                                    | Power Rangers: Zeo                                                                    | 1996        |
| Detetive Will Jeffries          | Thom Barry         | Arquivo Morto                                                                         | Cold Case                                                                             | 2003–2010   |
| Sr. Omar (Mr. Omar)             | Ernest Lee Thomas  | Todo Mundo Odeia o Chris                                                              | Everybody Hates Chris                                                                 | 2005–2009   |
| Diretor Julius Raymond          | Jude Ciccolella    | Todo Mundo Odeia o Chris                                                              | Everybody Hates Chris                                                                 | 2005–2009   |
| Mr. Johnson                     | fantoche           | Vila Sésamo 2007                                                                      | Vila Sésamo 2007                                                                      | 2007–2016   |
| Sr. Ehlert (Mr. Ehltert)        | Brian Doyle Murray | The Middle: Uma Família Perdida no Meio do Nada                                       | The Middle                                                                            | 2009–2018   |

### Filmes animados
| Personagem                               | Título (Brasil)                                | Título (original)                          | Ano  |
| ---------------------------------------- | ---------------------------------------------- | ------------------------------------------ | ---- |
| Smart Ass                                | Uma Cilada para Roger Rabbit                   | Who Framed Roger Rabbit                    | 1988 |
| Farnsworth, Jebediah, Jeepers e The Cave | ?                                              | The Little Engine That Could               | 1991 |
| Frederick                                | 101 Dálmatas                                   | 101 Dalmatians                             | 1996 |
| General Li                               | Mulan                                          | Mulan                                      | 1998 |
| Professor Porter                         | Tarzan                                         | Tarzan                                     | 1999 |
| Pete Fedido (Mineiro)                    | Toy Story 2                                    | Toy Story 2                                | 1999 |
| Dr. Frankenstein                         | Alvin e os Esquilos Encontram Frankenstein     | Alvin and the Chipmunks Meets Frankenstein | 1999 |
| Líder Vilão (Fearless Leader)            | As Aventuras de Alceu & Dentinho (1ª dublagem) | The Adventures of Rocky and Bullwinkle     | 2000 |
| Diesel 10                                | ?                                              | Thomas and the Magic Railroad              | 2000 |
| Lyle Tiberius Rourke                     | Atlantis: O Reino Perdido                      | Atlantis: The Lost Empire                  | 2001 |
| Rei Rato                                 | Barbie and the Nutcracker                      | Barbie in The Nutckacker                   | 2001 |
| Boris                                    | Balto II: Wolf Quest                           | Balto 2: Uma Aventura na Terra do Gelo     | 2002 |
| Professor Porter                         | Tarzan & Jane                                  | Tarzan & Jane                              | 2002 |
| Boris                                    | Balto 3 - Mudando o Destino                    | Balto III: Wings of Change                 | 2004 |
| Tio Max                                  | O Rei Leão 3 - Hakuna Matata                   | The Lion King 1½                           | 2004 |
| Tio Patinhas                             | Aconteceu de novo no Natal do Mickey           | Mickey's Twice Upon a Christmas            | 2004 |
| O Grande Soldador (Bigweld)              | Robôs                                          | Robots                                     | 2005 |
| Fazendeiro                               | O Segredo dos Animais                          | Barnyard                                   | 2006 |
| Sapão (The Toad)                         | Por Água Abaixo                                | Flushed Away                               | 2006 |
| August Gusteau                           | Ratatouille                                    | Ratatouille                                | 2007 |
| Mel Dorado                               | Carros 2                                       | Cars 2                                     | 2011 |
| Prefeito                                 | Rango                                          | Rango                                      | 2011 |
| Oswald Cobblepot / Pinguim               | Batman: Assalto ao Arkham                      | Batman: Assault on Arkham                  | 2014 |
| Oswald Cobblepot / Pinguim               | Batman Ninja                                   | Batman Ninja                               | 2018 |
| J. Jonah Jameson                         | Homem-Aranha: No Aranhaverso                   | Spider-Man: Into the Spider-Verse          | 2018 |

### Séries animadas
| Personagem                                                   | Título (Brasil)                                       | Título (original)                               | Transmissão   |
| ------------------------------------------------------------ | ----------------------------------------------------- | ----------------------------------------------- | ------------- |
| J. Jonah Jameson                                             | Homem-Aranha                                          | Spider-Man                                      | 1967–1970     |
| Sr. de Tréville                                              | D'artagnan e os 3 Mosqueteiros                        | Wanwan Sanjushi                                 | 1981–1982     |
| Lobo Mau                                                     | Mickey e Donald (1ª dublagem)                         | Mickey and Donald                               | 1981–1993     |
| Rei Randor (King Randor)                                     | He-Man e os Mestres do Universo                       | He-Man and the Masters of the Universe          | 1983–1985     |
| Tiamat e personagens secundários (substituindo Amaury Costa) | Caverna do Dragão                                     | Dungeons & Dragons                              | 1983–1986     |
| Dr. Hibbert                                                  | Os Simpsons                                           | The Simpsons                                    | 1989–Presente |
| Megatron                                                     | Transformers G1                                       | Transformers G1                                 | 1984–1991     |
| Megatron                                                     | Transformers: Armada                                  | Transformers: Armada                            | 2002–2003     |
| Zorran                                                       | Tugs                                                  | Tugs                                            | 1988–1989     |
| Galo Roy                                                     | Fazenda do Orson (segmento de Garfield e Seus Amigos) | Orson's Farm (segmento de Garfield and Friends) | 1988–1994     |
| Enma Daioh                                                   | Yu Yu Hakusho (anime)                                 | Yu Yu Hakusho (anime)                           | 1992–1994     |
| Magneto                                                      | X-Men: Animated Series                                | X-Men: Animated Series                          | 1992–1997     |
| Magneto                                                      | X-Men Evolution                                       | X-Men Evolution                                 | 2000–2003     |
| Mechanicles                                                  | Aladdin                                               | Aladdin                                         | 1994-1995     |
| Gonzo Tarukane                                               | Yu Yu Hakusho                                         | Yu Yu Hakusho                                   | 1992–1995     |
| Lawrence Limburger                                           | Esquadrão Marte                                       | Biker Mice from Mars                            | 1993–2006     |
| Rei All-Fire (1ª temporada)                                  | Os Dragões da Mesa Quadrada                           | Blazing Dragons                                 | 1994–1995     |
| Sargento Cosgrove                                            | Freakazoid!                                           | Freakazoid!                                     | 1995–1997     |
| Oficial McNab                                                | Luluzinha                                             | The Little Lulu Show                            | 1995–1999     |
| Virus                                                        | Corrector Yui                                         | Corrector Yui                                   | 1999–2000     |
| Paizão (Big Daddy)                                           | Os Padrinhos Mágicos                                  | The Fairly OddParents                           | 2001–2017     |
| Professor Isaac Guilmore                                     | Cyborg 009                                            | Cyborg 009 The Cyborg Soldier                   | 2001-2005     |
| Señor Senior Senior                                          | Kim Possible                                          | Kim Possible                                    | 2002–2007     |
| Chefe (Numbuh 1 Nigel Uno)                                   | KND: A Turma do Bairro                                | Codename: Kids Next Door                        | 2002–2008     |
| Ryu Granger (Avô de Tyson)                                   | Beyblade (anime)                                      | Beyblade (anime)                                | 2003          |
| Watari                                                       | Death Note (anime)                                    | Death Note (anime)                              | 2006–2007     |
| Mad Mod                                                      | Os Jovens Titãs                                       | Teen Titans                                     | 2003–2006     |
| Verme Espacial                                               | Frango Robô                                           | Robot Chicken                                   | 2005–?        |
| Magneto e Megatron                                           | Mad                                                   | Mad                                             | 2010–2013     |
| Hiroshi Sato                                                 | Avatar: A Lenda de Korra                              | Avatar: Legend of Korra                         | 2012–2014     |
| Vovô Goodman                                                 | Mr. Pickles                                           | Mr. Pickles                                     | 2014–2019     |

### Videogames
| Personagem                                     | Título                          | Lançamento |
| ---------------------------------------------- | ------------------------------- | ---------- |
| Volibear Mordekaiser                           | League of Legends               | 2009       |
| Capitão Haile (Captain Haile)                  | Diablo III                      | 2012       |
| Profeta Velem (Prophet Velen) Tristão (Moroes) | Hearthstone: Heroes of Warcraft | 2014       |

## Filmografia

### Televisão
| Ano       | Programa                                      | Personagem                                                   | Canal                        |
| --------- | --------------------------------------------- | ------------------------------------------------------------ | ---------------------------- |
| 1960      | Pensão Paraíso                                | Bombinha                                                     | TV Rádio Clube de Pernambuco |
| 1962      | Brasil 62                                     | Vários personagens                                           | TV Tupi São Paulo            |
| 1962      | Câmera Um                                     | Vários personagens                                           | TV Tupi São Paulo            |
| 1963      | A, E, I, O... Urca                            | Vários personagens                                           | TV Tupi Rio de Janeiro       |
| 1963      | Pandegolância                                 | Bonzão                                                       | TV Tupi Rio de Janeiro       |
| 1963–65   | Beco Sem Saída                                | José Carlos (Jojoca)                                         | TV Tupi Rio de Janeiro       |
| 1964      | Espetáculos Tonelux                           |                                                              | TV Tupi Rio de Janeiro       |
| 1966–67   | Deu a Louca no Mundo                          |                                                              | TV Tupi Rio de Janeiro       |
| 1967      | Riso, 40 Graus                                | José Carlos (Jojoca)                                         | TV Tupi Rio de Janeiro       |
| 1967      | Os Comediantes                                | José Carlos (Jojoca)                                         | TV Rádio Clube de Pernambuco |
| 1971      | Alô, Brasil! Aquele Abraço do Zé das Mulheres | José Carlos (Jojoca)                                         | Rede Globo                   |
| 1972      | Balança Mas Não Cai                           | José Carlos (Jojoca)                                         | Rede Globo                   |
| 1972      | Café Sem Concerto                             | José Carlos (Jojoca)                                         | Rede Tupi                    |
| 1974      | Rio Boa Praça                                 | José Carlos (Jojoca)                                         | Rede Tupi                    |
| 1977      | Deu a Louca no Show                           | José Carlos (Jojoca)                                         | Rede Tupi                    |
| 1979–80   | Apertura                                      | José Carlos (Jojoca)                                         | Rede Tupi                    |
| 1981      | Reapertura                                    | José Carlos (Jojoca)                                         | TVS                          |
| 1981      | Alegria 81                                    | José Carlos (Jojoca)                                         | TVS                          |
| 1981–83   | O Bem Amado                                   | Locutor Cacildo Amarildo                                     | Rede Globo                   |
| 1981–84   | Viva o Gordo                                  | Vários personagens                                           | Rede Globo                   |
| 1983      | A Festa é Nossa                               | José Carlos (Jojoca)                                         | Rede Globo                   |
| 1986      | Aperte o Chico                                | José Carlos (Jojoca)                                         | TV Manchete                  |
| 1985–86   | Domingo de Graça                              | Vários personagens                                           | TV Manchete                  |
| 1987–2001 | A Praça é Nossa                               | Jojoca / Cornélio                                            | SBT                          |
| 2002–15   | Zorra Total                                   | Jojoca / Barbosa / Manoelito / Costado / Tesourinha / Vários | Rede Globo                   |
| 2015–17   | Zorra                                         | Vários personagens                                           | Rede Globo                   |
| 2018      | Treme Treme                                   | Jojoca                                                       | Multishow                    |
| 2018      | Xilindró                                      | Juiz Souto Parentes                                          | Multishow                    |
| 2018–19   | Espelho da Vida                               | Padre Léo                                                    | Rede Globo                   |
| 2020      | Tô de Graça                                   | Ademir                                                       | Multishow                    |
| 2020      | Zorra                                         | Seu Aristarco, o "homem mais velho do mundo"                 | Rede Globo                   |

### Cinema
| Ano  | Título                     | Papel                        | Nota           |
| ---- | -------------------------- | ---------------------------- | -------------- |
| 1963 | Terra sem Deus             | Marido de Conceição          |                |
| 1966 | 007 1/2 no Carnaval        | José Carlos (Jojoca)         |                |
| 1968 | A Espiã que Entrou em Fria | Rubi                         |                |
| 1971 | Os Caras de Pau            |                              |                |
| 1973 | Cômicos e Mais Cômicos     | Jornalista                   |                |
| 1983 | O Trapalhão na Arca de Noé | Noé (voz)                    | Apenas voz     |
| 2014 | Barbeiro                   | José Carlos (Jojoca)         | Curta-metragem |
| 2018 | O Candidato Honesto 2      | Deputado Venceslau Guimarães |                |
| 2020 | No Gogó do Paulinho        | Seu Adamastor                |                |